# Jansonia
Jansonia là một chi thực vật có hoa trong họ Đậu.